# Rodeo FX
Rodeo FX est une compagnie d'effets visuels et créative haut de gamme offrant des services en matière d'effets visuels, de publicité et d'expériences et d'animation. Basée à Montréal, la compagnie possède également des bureaux à Québec, Toronto, Vancouver, Paris et à Los Angeles.
En septembre 2020, l'entreprise s'agrandit en acquérant le studio multimédia basé à Montréal, BLVD-MTL.

## Historique
Rodeo FX a été fondé en 2006 par Sébastien Moreau et a commencé à produire des effets visuels pour des longs métrages en 2007. En 2013, la compagnie a participé pour la première fois à la création d’effets visuels pour la télévision, en produisant plus de 150 plans d’effets pour la 4e saison de la série télévisée fantastique Game of Thrones. Au printemps 2014, Rodeo FX a procédé à sa première expansion, ouvrant un studio dans la ville de Québec, où œuvrent maintenant plus de 63  d’artistes, techniciens et gestionnaires de projets. En décembre 2014, Rodeo FX fait l’acquisition de Hatch FX, ce qui mène à l’ouverture d’un nouveau bureau à Los Angeles. Selon le Président Sébastien Moreau, il était important de se rapprocher des studios, des producteurs et des réalisateurs, afin d’être présent pour les clients de la pré production à la livraison finale des effets visuels.
Rodeo FX a remporté plusieurs prix, notamment un VES Award pour les effets visuels imperceptibles du film Birdman, ainsi qu’un Emmy Award pour sa participation aux effets visuels de la 4e saison de Game of Thrones.

## Filmographie
| Année | Nom du film |
| ----- | --- |
| 2007  | - À la croisée des mondes : La Boussole d'or - Continental, un film sans fusil - Nitro                                                                                              |
| 2008  | - Indiana Jones et le Royaume du crâne de cristal - Voyage au centre de la Terre - Le Jour où la Terre s’arrêtera - Course à la mort - C'est pas moi, je le jure! - La ligne brisée |
| 2009  | - Terminator Renaissance - Mr Nobody - Amelia - Journey to Mecca (en) - Cadavres |
| 2010  | - Twilight, chapitre III : Hésitation - Resident Evil: Afterlife - Repo Men - Les Voyages de Gulliver - Incendies - 10 ½ - Jonah Hex                                                |
| 2011  | - Mission impossible : Protocole Fantôme - Les Immortels - Source Code - Rango - Les Trois Mousquetaires - Monsieur Lazhar - En terrains connus - Le bonheur des autres             |
| 2012  | - The Amazing Spider-Man - Twilight, chapitres V : Révélation - Blanche-Neige - Underworld: Awakening - Red Tails - Abraham Lincoln: Vampire Hunter                                 |
| 2013  | - Hunger Games : L’Embrasement - Pacific Rim - Insaisissables - Enemy - Les Âmes vagabondes - Percy Jackson : La Mer des monstres - Jerusalem (en) - No Pain No Gain - On/Off       |
| 2014  | - Invincible - Birdman - Lucy - 22 Jump Street - Edge of Tomorrow |
| 2015  | - Au cœur de l'océan - The Last Witch Hunter - The Walk : Rêver plus haut - À la poursuite de demain - Fast and Furious 7 - Cendrillon - Jupiter : Le Destin de l'univers           |

## Télévision
| Année | Série TV                     |
| ----- | ---------------------------- |
| 2014  | - Game of Thrones - Saison 4 |
| 2015  | - Game of Thrones – Saison 5 |
| 2019  | - Stranger Things - Saison 3 |
| 2022  | - Stranger Things - Saison 4 |

## Prix et nominations
| Année | Travail nommé                                      | Award                    | Pour | Résultat   |
| ----- | -------------------------------------------------- | ------------------------ | --- | ---------- |
| 2007  | The Golden Compass                                 | VES Award                | Outstanding Visual Effects in a Visual Effects-Driven Motion Picture                                                  | Nomination |
| 2007  | The Golden Compass                                 | Oscar                    | Best Visual Effects                                                                                                   | Lauréat    |
| 2008  | The Golden Compass                                 | BAFTA Award              | Best Special Visual Effects                                                                                           | Lauréat    |
| 2009  | Indiana Jones and the Kingdom of the Crystal Skull | VES Award                | Best Single Visual Effect of the Year (Pour "Destruction de la Vallée")                                               | Nomination |
| 2009  | Indiana Jones and the Kingdom of the Crystal Skull | VES Award                | Outstanding Matte Paintings in a Feature Motion Picture                                                               | Nomination |
| 2009  | Le Jour où la Terre s'arrêta                       | VES Award                | Best Single Visual Effect of the Year (Pour "Le nouveau-né Klaatu")                                                   | Nomination |
| 2011  | Rango                                              | CFCA Award               | Best Animated Film | Lauréat    |
| 2011  | Rango                                              | Hollywood Film Award     | Best Animation | Lauréat    |
| 2011  | Rango                                              | LAFCA Award              | Best Animated Film | Lauréat    |
| 2011  | Rango                                              | NBR Award                | Best Animated Film | Lauréat    |
| 2011  | Rango                                              | SFFCC Award              | Best Animated Feature                                                                                                 | Lauréat    |
| 2011  | Rango                                              | WAFCA Award              | Best Animated Feature                                                                                                 | Lauréat    |
| 2012  | Rango                                              | Oscar                    | Best Animated Feature                                                                                                 | Lauréat    |
| 2012  | Rango                                              | Annie Award              | Best Animated Feature                                                                                                 | Lauréat    |
| 2012  | Rango                                              | BAFTA Award              | Best Animated Film | Lauréat    |
| 2012  | Rango                                              | VES Award                | Outstanding Animation in an Animated Feature Motion Picture                                                           | Lauréat    |
| 2012  | Rango                                              | Critics' Choice Award    | Best Animated Feature                                                                                                 | Lauréat    |
| 2012  | Rango                                              | OFCS Award               | Best Animated Film | Lauréat    |
| 2012  | Source Code                                        | VES Award                | Outstanding Supporting Visual Effects in a Feature Motion Picture                                                     | Nomination |
| 2013  | The Amazing Spider-Man                             | VES Award                | Outstanding Virtual Cinematography in a Live Action Feature Motion Picture                                            | Nomination |
| 2013  | Pacific Rim                                        | Hollywood Film Award     | Best Visual Effects                                                                                                   | Lauréat    |
| 2014  | On/Off                                             | Maverick Movie Award     | Best VFX | Lauréat    |
| 2014  | Pacific Rim                                        | BAFTA Award              | Best Special Visual Effects                                                                                           | Nomination |
| 2014  | Pacific Rim                                        | VES Award                | Outstanding Visual Effects in an Effects Driven Feature Motion Picture                                                | Nomination |
| 2014  | Pacific Rim                                        | Annie Award              | Outstanding Achievement, Animated Effects in a Live Action Production                                                 | Lauréat    |
| 2014  | Enemy                                              | Canadian Screen Award    | Achievement in Visual Effects                                                                                         | Nomination |
| 2014  | Game of Thrones                                    | Creative Arts Emmy Award | Outstanding Special Visual Effects (Épisode "Les Enfants")                                                            | Lauréat    |
| 2015  | Game of Thrones                                    | VES Award                | Outstanding Visual Effects in a Visual Effects-Driven Photoreal/Live Action Broadcast Program (Épisode "Les Enfants") | Lauréat    |
| 2015  | Birdman                                            | VES Award                | Outstanding Supporting Visual Effects in a Feature Motion Picture                                                     | Lauréat    |